# 19e corps d'armée (Allemagne)
Pour les articles homonymes, voir 19e corps d'armée.
Le 19e corps d'armée (allemand : XIX. Armeekorps) est un corps d'armée de l'armée de terre allemande au début de la Seconde Guerre mondiale.
Formé en juillet 1939, commandé par Heinz Guderian le corps combat lors de l'invasion de la Pologne puis pendant la campagne de l'Ouest où il réalise la percée décisive de Sedan après la traversée des Ardennes et coupe les armées alliés en deux en atteignant la mer le 20 mai 1940. Renforcé par un autre corps après être retiré de la bataille de Dunkerque en vue de la suite des opérations, il est renommé groupement Guderian (allemand : Gruppe Guderian) le 1er juin et participe alors à la percée de la ligne Weygand, atteint la frontière suisse contribuant ainsi à l'encerclement des forces de la ligne Maginot. Le 16 novembre 1940, l'unité est rebaptisée Panzergruppe 2.

## Historique
Le XIX. Armeekorps est formé le 1er juillet 1939 à Vienne dans le Wehrkreis XVII. Il participe à la campagne de Pologne au sein de la 4e armée (groupe d'armées Nord).
Dans le cadre de la préparation de l'offensive à l'ouest, à la suite d'un ordre de l'Oberkommando des Heeres (conformément à la volonté de Hitler) enjoignant la formation d'un groupement rapide devant agir à travers les forêts d'Ardenne en direction de Sedan, le corps gagne l'Eifel. Agissant au profit de la 12e ou de la 16e armée, le groupement doit leur faciliter la traversée de l'Ardenne et tenter de franchir la Meuse par surprise au niveau de Sedan, pour éventuellement y déplacer le centre de gravité lors de l'opération. Dans les changements du plan qui suivent, le corps conserve sa mission ; finalement il agit au sein de la Panzergruppe von Kleist d'abord en avant (1er échelon) de celle-ci du fait de l'étroitesse du front qui lui est dévolue. La Meuse doit être traversée dès le 4e jour. Après cela et une fois la tête de pont suffisamment tenue, la Panzergruppe poursuivra en direction ouest. Pour des raisons de camouflage, les unités blindées du corps d'armée stationnent à plus de cinquante kilomètres de la frontière germano-luxembourgeoise.
Le 1er juin 1940, il prend le nom de Gruppe Guderian. Le 16 novembre 1940, il est renommé Panzergruppe 2.

## Organisation
| Début              | Fin              | Grade         | Commandant     |
| ------------------ | ---------------- | ------------- | -------------- |
| 1er septembre 1939 | 16 novembre 1940 | Generaloberst | Heinz Guderian |

| Début              | Fin              | Grade               | Chef des Generalstabes        |
| ------------------ | ---------------- | ------------------- | ----------------------------- |
| 1er septembre 1939 | 5 juin 1940      | Oberst i.G.         | Walther Nehring               |
| 30 juin 1940       | 24 octobre 1940  | Generalmajor i.G.   | Walther Nehring               |
| 25 octobre 1940    | 16 novembre 1940 | Oberstleutnant i.G. | Kurt Freiherr von Liebenstein |

| Début              | Fin              | Grade               | 1. Generalstabsoffizier (Ia) |
| ------------------ | ---------------- | ------------------- | ---------------------------- |
| 1er septembre 1939 | 25 février 1940  | Major i.G.          | von der Burg                 |
| 25 février 1940    | 16 novembre 1940 | Oberstleutnant i.G. | Fritz Bayerlein              |

## Théâtres d'opérations
- Pologne : Septembre 1939 - Mai 1940
- Allemagne : Octobre 1939 - Mai 1940
- France : Mai 1940 - Novembre 1940

## Ordre de batailles

### Rattachement d'armées
| Date          | Armée     | Groupe d'Armées      |
| ------------- | --------- | -------------------- |
| 1939          |           |                      |
| 1er septembre | 4e armée  | Groupe d'armées Nord |
| 8 septembre   | z. Vfg    | Groupe d'armées Nord |
| 20 septembre  | 4e armée  | Groupe d'armées Nord |
| Décembre      | 12e armée | Groupe d'armées A    |
| 1940          |           |                      |
| 1er janvier   | 12e armée | Groupe d'armées A    |
| Juillet       | 18e armée | OKH                  |
| Septembre     | -         | OKH                  |

### Unités subordonnées

#### Unités organiques
- Korps-Nachrichten-Abteilung 80[1]
- Korps-Nachschubtruppen 419[1]

#### Unités rattachées
1er septembre 1939
- 20e division d'infanterie
- 2e division d'infanterie
- 3e division blindée

8 septembre 1939
- 3e division blindée
- 10e division blindée
- 20e division d'infanterie
- Brigade d'infanterie de forteresse Lötzen

24 novembre 1939
- 2e division d'infanterie (motorisée)
- 2e division blindée
- 10e division blindée
- Infanterie-Regiment Großdeutschland
- Leibstandarte SS Adolf Hitler

17 janvier 1940
- 2e division d'infanterie (motorisée)
- 2e division blindée

10 mai 1940
- 1re division blindée
- 2e division blindée
- 10e division blindée
- Infanterie-Regiment Großdeutschland

15 mai 1940
- 1re Panzerdivision
- 2e Panzerdivision
- 2e division d'infanterie

8 juin 1940
- 39e corps d'armée
- 41e corps d'armée (Allemagne)